# Chelipodozus ochraceus
Chelipodozus ochraceus är en tvåvingeart som beskrevs av Collin 1933. Chelipodozus ochraceus ingår i släktet Chelipodozus och familjen dansflugor. Inga underarter finns listade i Catalogue of Life.